# Mrikanda
Mrikanda je ime junaka spomenutog u hinduističkim mitovima. On je bio prvi čovjek koji je uporabio vlakna lotusa za tkanje, zbog čega su ga bogovi nagradili.
Bio je potomak Dakshe, sina boga Brahme. Dakshina je kći bila Sati, prva supruga boga Šive, koji s Brahmom i Višnuom čini Trimurti.
Bogovi su Mrikandi darovali tigra i diva, ali div je ubijen jer nije slušao Mrikandine naredbe. Prema vjerovanju indijskih tkalaca, moguće je obraniti se od tigra izgovaranjem Mrikandinog imena.
Mrikanda i njegova žena Marudmati molili su Šivu da im podari sina te je Šiva paru dao izbor — dat će im uzoritog sina koji će kratko živjeti ili dugovječnog sina koji se neće isticati. Mrikanda je izabrao prvo te je bio blagoslovljen sinom zvanim Markandeya, kojem je bilo suđeno da umre u dobi od 16 godina.